# Patinha Antão
Mário Patinha Antão (Loulé, 26 de junho de 1945) é um político português.

## Biografia
É Professor Catedrático, doutorado em Economia e Agregado em Gestão pelo ISEG (Instituto Superior de Economia e Gestão da Universidade Técnica de Lisboa).
Exerceu funções de Deputado pelo Partido Social Democrata na Assembleia da República e é Vice-presidente do Grupo Parlamentar do PSD, responsável pela área do Orçamento e Finanças e de Presidente da Assembleia Municipal da Câmara de Loulé desde 2002.
Já exerceu os seguintes cargos:
- Coordenador do PSD na Comissão de Trabalho e Assuntos Sociais, durante o Governo de Durão Barroso
- Consultor do FMI, do PNUD e da ASDI
- Director do Gabinete de Estudos Nacional do PSD, na liderança de Marcelo Rebelo de Sousa
- Secretário de Estado Adjunto da Saúde
- Chefe de Gabinete do Ministro das Finanças, Dr. Eduardo Catroga, no Governo de Cavaco Silva
- Vice-director da Direcção Geral do Tesouro
- Membro do Conselho de Administração do Fundo do Conselho da Europa
- Director do Gabinete de Estudos Económicos do Ministério das Finanças

Das obras académicas publicadas, destaca-se:
- Springer-Verlag, 1992, Monetary Policy in Portugal: a V.A.R. analysis in Monetary Police in Europe.
- ISEG, 1998, A Credibilidade da Política de Desinflação em Portugal, in Ensaios em honra de Manuel Jacinto Nunes.
- Kluwer Academic Publishers, USA, An Optimal Control Model for the Portuguese Economy in Growth Models for the South of Europe.[1]